# Fernando Tempesti
Pour les articles homonymes, voir Tempesti.
Fernando Tempesti (1930-2001) était un chercheur en littérature, écrivain et essayiste toscan, surtout connu pour avoir été un profond rénovateur des études sur Les Aventures de Pinocchio et Collodi.

## Biographie
Fernando Tempesti a été conseiller scientifique de la Fondation nationale Carlo Collodi et a dirigé la revue d’histoire et de photographie « AFT » (Archivio Fotografico Toscano).
Son nom a été associé, depuis les années 1970, aux études systématiques des manuscrits de Collodi conservés à la Bibliothèque nationale de Florence.
Il est l’auteur d’un commentaire critique sur Pinocchio inégalé : Carlo Collodi - Pinocchio, Introduction et commentaire critique de Fernando Tempesti, Éditions Feltrinelli, Milan, 1993,  (ISBN 8-80782-071-4) (en italien).

## Œuvres
- La raganella, Feltrinelli, 1959
- La torre delle torture, Feltrinelli, 1962
- L’Arte dell'Italia fascista, Feltrinelli, 1976
- Bontempelli, La Nuova Italia, 1974
- Chi era Collodi, come è fatto Pinocchio, Feltrinelli, 1982 (Pinocchio de Collodi et son commentaire critique)